# Golfo de Piran
El golfo de Piran o bahía de Piran (en esloveno, Piranski Zaliv; en croata, Piranski zaljev o vala Savudrijska; en italiano, Baia di Pirano) está situado en la parte norte del mar Adriático, y es una parte del golfo de Trieste. Debe su nombre a la ciudad de Piran, y sus costas son compartidos por Croacia y Eslovenia. Está delimitada por la línea que une el cabo de Savudrija (RT Savudrijski) en el sur de la Madona del Cabo (Carr. Madona) en el norte y las medidas de alrededor de 19 kilómetros cuadrados (7,3 millas cuadradas). Desde la década de 1990, el nombre de bahía de Savudrija (Vala Savudrijska) también ha sido utilizada en Croacia.

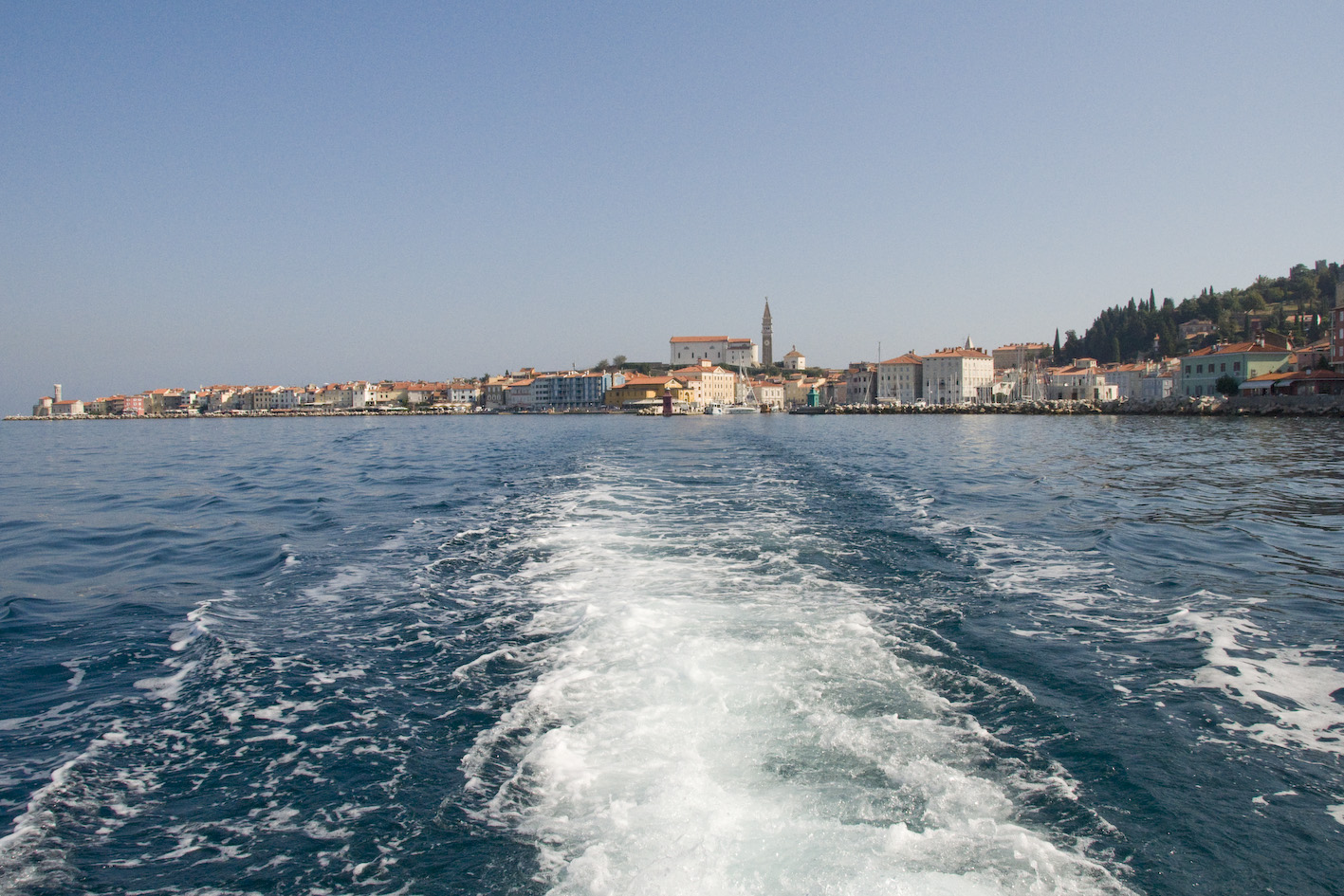
El golfo de Piran.

En la costa oriental de Eslovenia se localizan las localidades de Piran, Portoroz y Lucija. En la costa croata del sur están los campamentos de turismo de Crveni Vrh y Kanegra, construidos en la década de 1980. El principal río que desemboca en el golfo es Dragonja, cuya boca sale a lo largo de la frontera. A lo largo de la boca de Dragonja se encuentran las salinas de Sečovlje, de la zona de 650 hectáreas (1.600 acres).
La zona del golfo ha sido teatro de una controversia sobre la frontera marítima y terrestre entre Eslovenia y Croacia desde su proclamación de la independencia en 1991, ya que la frontera marítima entre las repúblicas yugoslavas nunca fue definida oficialmente cuando ambas repúblicas formaron parte del estado yugoslavo.
La controversia fronteriza fue definitivamente resuelta en 2009 mediante acuerdo arbitral aceptado por ambas partes en el marco de las negociaciones para la adhesión de Croacia a la Unión Europea, dicho acuerdo sería sometido por el gobierno esloveno a referéndum el 6 de junio de 2010 siendo aprobado por un voto favorable a su ratificación del 51'54%.

## Disputa

### Orígenes

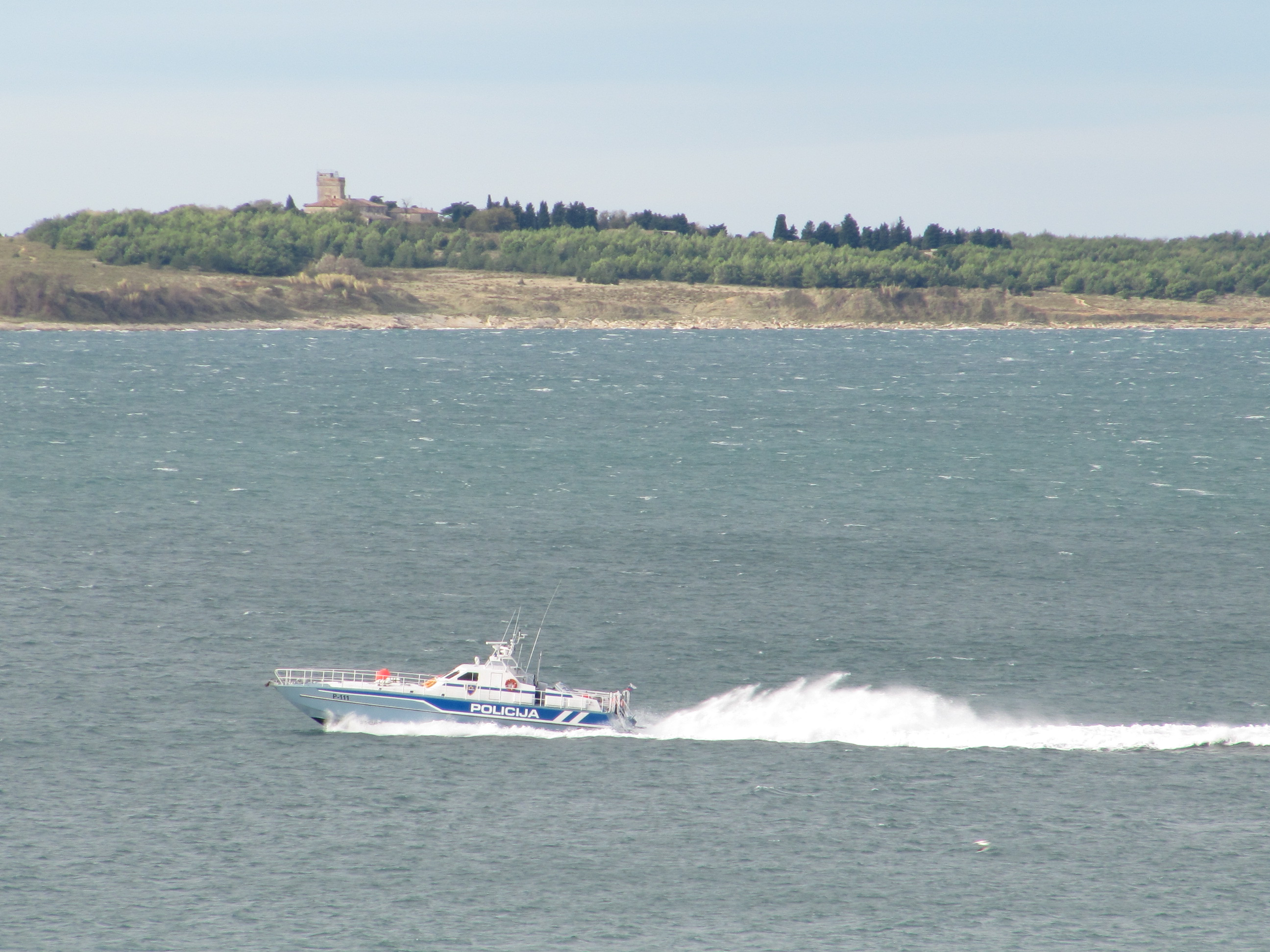
Policía Eslovena P111, barco costero por el golfo de Piran.

Tras la Segunda Guerra Mundial, la zona que se extiende desde el norte de Trieste para el río Mirna en el sur era una parte del Territorio Libre de Trieste. En 1954, el territorio fue disuelto y la zona fue provisionalmente dividido entre Italia y Yugoslavia, y formalmente anexionada por el Tratado de Osimo en 1975. Los territorios fueron divididos entre Croacia y Eslovenia, ambos constituyen los miembros de la federación yugoslava, por el Tratado de Paz de París (1947) y Protocolo de Londres (1954) por el principio étnico establecido por censo de 1945. 
En 1991, poco después de que ambos países declararon la independencia, en el primer proyecto de propuesta de delimitación, Eslovenia propone establecer la frontera en el centro de la bahía, que fue siempre la posición de la República de Croacia. Sin embargo, Eslovenia cambió su propuesta el año siguiente. Unos meses más tarde, el 5 de junio de 1992, Eslovenia, por primera vez, declaró que la soberanía sobre todo el Golfo.<Desde entonces, Eslovenia siguió insistiendo en esta posición. 
El nombre "Savudrijska vala" ( "Bahía de Savudria") fue utilizado por primera vez como un topónimo para toda la bahía hacia el año 2000 (antes de que fuera utilizado por tan solo parte de ella) por los pescadores locales de Croacia y fue rápidamente adoptada, en primer lugar por Croacia los periodistas, a continuación, las autoridades locales, y finalmente a nivel estatal, para la publicación de mapas oficiales en este sentido. Esta práctica es contraria a las prácticas establecidas de larga data con los topónimos, y es considerado por las autoridades eslovenas como un intento de dar a entender las conexiones históricas con la bahía. Recientemente, un nuevo nombre se ha propuesto en Croacia, Dragonjski zaljev o bahía de Dragonja.

### Disputa marítima
Croacia afirma que la línea fronteriza debe ser equidistante de las dos orillas. La reclamación se basa en la primera frase del artículo 15 de la Convención de las Naciones Unidas sobre el Derecho del Mar.
Reclamaciones eslovenas se basan en el artículo 15 de la Convención de las Naciones Unidas sobre el Derecho del Mar, así, sin embargo, su segunda frase, que establece las reivindicaciones históricas y el control de los mares reemplaza a otros reclamos. De acuerdo con Eslovenia, Savudrija se asoció con Piran (que había una mayoría de italianos en ese momento) desde hace siglos, y Eslovenia, la policía afirma que su control a todo el golfo, entre 1954 y 1991. Si esta afirmación se impone, Eslovenia podría pedir ciertas partes de la bahía en la parte croata de la línea media. Histórico de control por parte de Eslovenia se disputa en Croacia. 

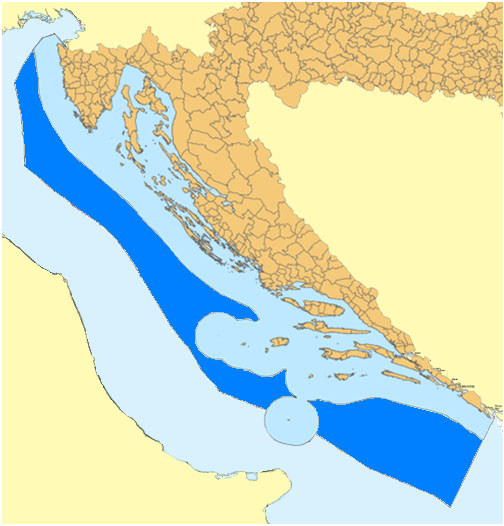
Área de la proclamada Zona de Protección Ecológica y Pesquera de Croacia (ZERP) en el Mar Adriático, incluidas las aguas territoriales

Tenga en cuenta el contacto entre las aguas territoriales croatas e italianas en el centro-sur del Adriatico esloveno también reclama el derecho a acceder a aguas internacionales. Reclamaciones eslovenas se basan en el argumento de que el país tenía libre acceso a las aguas internacionales, mientras que siendo parte de Yugoslavia. Debido a las declaraciones de los negociadores de Croacia, los políticos eslovenos han presentado también la preocupación de que sin una conexión territorial con las aguas internacionales, Croacia podría limitar "paso inocente" a sus puertos (contrariamente a los acuerdos internacionales y la práctica), lo que complicaría la soberanía de Eslovenia en el mar y podría causar daños económicos. Debido a estas preocupaciones, Eslovenia invoca el principio de equidad, debido a las condiciones geográficas desafortunado.
Sin embargo, parte croata afirma además que el corredor en las aguas croatas sería inútil para el tráfico desde las normas de tráfico en el golfo de Trieste solo permite el tráfico entrante en la parte croata de la frontera, mientras que el tráfico de salida debe pasar por aguas italianas. La respuesta es que el acceso de Eslovenia Eslovenia a las aguas internacionales no es un problema exclusivamente de orden práctico o comercial, sino más bien la consecuencia lógica del hecho de que Eslovenia se dice que es reconocido internacionalmente país marítimo con acceso otorgado a los mares internacionales. La última afirmación ha sido repetidamente cuestionada por la parte croata. 
Croacia quiere resolver este conflicto solo por ciertos artículos del derecho internacional, con exclusión del principio de "ex aequo et bono", en cuya inclusión en el proceso por parte de Eslovenia insiste. El punto de disputa entre los países es también respecto de la cuestión si "el principio jurídico ex aequo et bono" en sí mismo constituye también una parte del derecho internacional o no desde el principio nunca se había utilizado en la Corte Internacional de Justicia.

### Disputa terrestre
Junto con la disputa del mar, los dos países también tienen una disputa fronteriza de la tierra en la zona del Golfo, a lo largo del río Dragonja. Al igual que en otras partes de la frontera en disputa, la controversia se debe a diferentes principios de la demarcación: mientras que la frontera entre dos repúblicas se ha elaborado a menudo basados en (a veces suelto) a lo largo de acuerdos políticos o accidentes geográficos naturales, los registros catastrales de los pueblos a lo largo de la frontera continuó refiriéndose a la tierra que terminó controlado por la otra república. En el delta del Dragonja, Eslovenia afirma que la frontera se encuentra al sur del río (por tanto, toda la tierra que se registra en el municipio catastral de Sečovlje), mientras que Croacia afirma que la frontera está en el mismo río (San Odorico canal). La parte croata rechaza los argumentos de Eslovenia para límites catastrales en solo esta parte de la frontera común (en el que va en favor de Eslovenia), diciendo que si el principio catastrales se apliquen de forma coherente, Eslovenia perderían mucho más territorio en un lugar que podría recibir en el golfo de Piran. 
Otra fuente de conflicto en esta área se ha establecido unilateralmente la frontera que cruzan Plovanija por parte croata en el territorio que ha sido reclamado por ambos lados. A pesar de que indica que el punto de cruce de fronteras es solo una solución temporal, Croacia ha incluido este punto de verificación como indiscutible en los documentos internacionales. En consecuencia, los territorios al sur de esa por la que se puesto de control fronterizo con la población de Eslovenia se consideran bajo la ocupación de Croacia por muchos políticos y expertos legales de Eslovenia. Del mismo modo, Croacia ha incluido en estos documentos, presentados en su proceso de negociación para la adhesión a la UE, su propuesta de la frontera, sin delimitar con claridad la situación discutible de las partes de la frontera. Esto fue percibido por parte de Eslovenia como un acto de menoscabo de la línea fronteriza. Por lo tanto, como resultado de Eslovenia bloqueando aquellos capítulos de negociación de Croacia para su adhesión a la UE que recogiera los documentos controvertidos. 
Ambos países afirman haber ejercido la mayor parte de la jurisdicción administrativa sobre el área impugnada en la margen izquierda del río desde 1954. Los habitantes de la franja también se han concedido la ciudadanía eslovena en 1991. El poder judicial de Eslovenia considera el área como parte integrante de Eslovenia. Entre los ciudadanos eslovenos residentes en el área en la margen izquierda del río Dragonja es también el político Joško Joras, cuya negativa a reconocer cualquier jurisdicción croata después de la independencia de dos países ha dado lugar a numerosos conflictos entre Eslovenia y Croacia desde principios de 1990. 
Según el acuerdo Drnovšek-Racan, la franja fronteriza en la margen izquierda de la Dragonja fue reconocido como parte de Croacia. 
Según algunos expertos croatas, la frontera entre los países debe ser una pocas millas al norte de la corriente del río Dragonja, en lo que es considerado por ellos como el flujo original del río. El flujo de corriente del río es en realidad un canal artificial, conocido como el Canal de San Odorico. Señalan que en 1944, en una reunión organizada por el Instituto Científico partisanos, liderados por el historiador esloveno Fran Zwitter, los funcionarios de Eslovenia y Croacia de acuerdo sobre el río Dragonja como la frontera entre las Repúblicas Socialista de Croacia y Eslovenia. Sin embargo, el acuerdo no fue establecida oficialmente y ni la eslovena ni el Parlamento croata haya ratificado, ni lo fue nunca reconocido internacionalmente. Aún más, algunos expertos han acordado jurídicamente eslovena, por ejemplo, Pavel Zupančič, la última frontera internacionalmente reconocida entre los dos países fue en el río Mirna al sur de la [Dragonja 15]. Sin embargo, la frontera propuesta en Dragonja también ha sido mencionado muchas veces, y parcialmente implantado. El argumento de Croacia es, en consecuencia, basado exclusivamente en la propuesta de la frontera Dragonja que Eslovenia nunca ha reconocido oficialmente. En opinión de Croacia, el flujo de la corriente principal de la Dragonja (Canal de San Odorico) fue el hombre, y, según el Dr. EKL, el derecho internacional no permite los cambios de las fronteras fluviales en que fueron hechas por la naturaleza, pero no cuando el hombre lo realizó. Esto, sin embargo, no es la posición oficial del gobierno croata. 
La contraparte eslovena de las reivindicaciones argumento similar que el municipio que históricamente han existido históricamente en el golfo de Piran, también se incluyen los municipios catastral de Savudrija Kaštel y que constituyen la parte norte de Cabo Savudrija. La división del municipio antes de la guerra de Piran tanto, se considera nulo de pleno derecho de